# Lonchoptera shaanxiensis
Espèce
Lonchoptera shaanxiensis est une espèce de diptères de la famille des Lonchopteridae.